# День воды
День воды́ — день народного календаря у славян, приходящийся на третий день, начиная с Троицы. Дата дня является подвижной и всегда приходится вторник, так как связана с переходящими праздниками.

## Другие названия дня
рус. Вода именинница, Во́ды, Проводы Русалок, Похороны русалки, Изгнание русалки, Кострома, Проводы Весны, Семик (воронеж.),  Родительский день (воронеж.), Скорбящая (воронеж.), ; полес. Кінскій Велык-день; укр. Духов день, Зелений вівторок; серб. Водени уторак.

## Обряды и поверья
В Кемеровской области праздновали Троицу три дня: Троица, второй — Духов день, или земля-именинница (понедельник), и третий — вода-именинница (вторник); с ними связаны запреты работать, прикасаться к земле и воде. В Николаевской волости (совр. Тогучинский район Новосибирской области) вятчане и белорусы отмечали третий день Троицы — «Воду-именинницу». В этот день «Воды» «суп не варили, так хлеб ели, воду не использовали вообще», заранее вечером старались полить огородные культуры. День был предназначен «для Воды» и включал соответствующие запреты на стирку, полив и пр.
У белорусских переселенцев в Сибири обрядовые берёзки ставились на Троицу и стояли три дня (иногда до недели и более): «Троица у хатах три дня». По тому как долго стояли ветки с влажными листьями предрекали дождливое или засушливое лето: если до Дня воды листья сохраняли свежесть, то это будто бы сулило дожди, а если быстро засыхали — сухое пролетье. Засохшие деревца сжигали в садах, огородах, на полях. Раньше «май», как белорусы называли Троицкую берёзу, топили в реке, чтобы не было засухи — говорили пинчуки.
Парни совершали ритуальное бросания в девушек тухлыми яйцами («чтобы не протухли в девушках»), которые специально собирали для этого случая. Засохшие деревца, как тухлые яйца и не вышедшие замуж девушки, стояли в одном семантическом ряду и олицетворяли то негативное, что застоялось и испортилось, от чего необходимо было избавиться во имя продолжения жизни и обеспечения плодородия.
В Полесье записана информация, что в первый вторник после Троицына дня чествуют лошадей: их не используют для работ и в конюшнях вешают свечи за здоровье лошадей.

## Поговорки и приметы
- Троица у хатах три дня (белорус.)[10].
- Троица — три дня строится (сиб.)[11].
- Бог Троицу любит (сиб.)[1].